# Horst Heldt
Horst Heldt (* 9. Dezember 1969 in Königswinter) ist ein deutscher Fußballfunktionär und ehemaliger Fußballspieler. Seit dem 1. Juli 2024 ist er Geschäftsführer Profifußball Männer des 1. FC Union Berlin und folgte damit Oliver Ruhnert auf dieser Position.

## Spieler

### Verein
Der aus dem rheinischen Königswinter-Oberdollendorf stammende Heldt trat im Jahr 1975 dem FV Königswinter bei; 1986 wechselte er zum FV Bad Honnef, ehe er 1987 vom 1. FC Köln für dessen Jugendabteilung verpflichtet wurde. Ab 1988 gehörte Heldt der Reserve der Kölner an und 1990 absolvierte er sein erstes Spiel für die Profimannschaft, für die er in 144 Spielen in der Bundesliga 13 Treffer erzielte. Mit der Mannschaft um Bodo Illgner und Henrik Andersen erreichte der gelernte Kfz-Mechaniker 1991 das Finale des DFB-Pokals, das die Mannschaft jedoch nach Elfmeterschießen gegen Werder Bremen verlor. Anschließend spielte er vier Jahre für den TSV 1860 München, für den er 111-mal in der Bundesliga auf dem Platz stand. 1999 wechselte er zu Eintracht Frankfurt. Diesen Verein verließ Heldt nach dem Abstieg 2001 nach Österreich zum SK Sturm Graz. Im Januar 2003 wurde er von Felix Magath zum VfB Stuttgart geholt, bei dem er vor allem im offensiven Mittelfeld eingesetzt wurde. Mit über 350 Bundesligaspielen zählte Heldt zu den erfahrensten Spielern des VfB.
Heldt machte am 23. April 2005 das letzte Spiel seiner Karriere. Beim Unentschieden am 30. Spieltag der Saison 2004/05 gegen den VfL Wolfsburg wurde er 14 Minuten vor Spielende für Christian Tiffert eingewechselt. In der Saison 2005/2006 kam er nicht mehr über die Reservistenrolle hinaus und bestritt kein Bundesligaspiel mehr.

### Nationalmannschaft
Am 19. April 1999 wurde Horst Heldt vom Bundestrainer Erich Ribbeck erstmals in die Nationalmannschaft Deutschlands für das EM-Qualifikationsspiel am 28. April gegen Schottland nominiert. Er stand in der Anfangself. Am 18. Juli 1999 wurde Heldt für den Kader zum Konföderationen-Pokal 1999 in Mexiko nominiert. Das letzte Gruppenspiel am 30. Juli 1999 gegen die Vereinigten Staaten in Guadalajara war Heldts einziger Einsatz im Turnier und sein letztes Länderspiel.

## Funktionär

### VfB Stuttgart
Am 3. Januar 2006 beendete er seine Spielerkarriere und war seitdem Sportdirektor des VfB Stuttgart. Zu Beginn seiner Managerkarriere entließ er seinen alten Trainer Giovanni Trapattoni und stellte Armin Veh als neuen Trainer ein. Mit dem Meistertitel für den VfB gelang ihm 2007 ein großer Erfolg. Am 19. Juni 2007 verlängerte er seinen Vertrag vorzeitig bis zum Jahr 2012. Zum 1. Juli 2009 rückte Heldt in den Vorstand des VfB Stuttgart, der zuvor nur aus dem Präsidenten Erwin Staudt und dem Finanzvorstand Ulrich Ruf bestanden hatte, auf. Dort war er für den Vorstandsbereich Sport verantwortlich. Da laut Satzung des VfB Stuttgart ein Vorstandsmitglied immer für mindestens vier Jahre in den Vorstand bestellt wurde, verlängerte Heldt seinen Vertrag beim VfB bis Juni 2013.

### FC Schalke 04
Im Juli 2010 wechselte Heldt in den Vorstand des FC Schalke 04 und übernahm dort den Bereich Sport/Marketing. Nach der Entlassung von Felix Magath aus dem Vorstand übernahm er im Frühjahr 2011 auch den Bereich Sport und Kommunikation. Als Nachfolger von Magath als Trainer verpflichtete Heldt im März 2011 Ralf Rangnick. Die Saison 2010/11 schloss Schalke mit dem Gewinn des DFB-Pokals ab.
Zur Saison 2011/12 verkleinerte Heldt den Spielerkader. 16 Spieler verließen die Mannschaft, einige davon auf Leihbasis. Unter anderem wurde Manuel Neuer an Bayern München verkauft. Im Gegenzug verpflichtete Heldt sowohl junge Spieler wie Marco Höger oder Teemu Pukki als auch erfahrene Bundesligaspieler wie Christian Fuchs. Im September schied Ralf Rangnick wegen eines Burnout-Syndroms als Trainer aus, sein Nachfolger wurde Huub Stevens. Als Reaktion auf die Verletzung des Torhüters Ralf Fährmann holte Heldt im Oktober 2011 den vertragslosen Timo Hildebrand. Am Ende der Saison wurde Schalke Tabellendritter und qualifizierte sich für die Champions League.
Für die Saison 2012/13 verpflichtete Heldt ablösefrei Tranquillo Barnetta und Roman Neustädter. Daneben wurde Ibrahim Afellay für ein Jahr vom FC Barcelona ausgeliehen. Nach der am Ende schwachen Hinrunde wurde Stevens im Dezember 2012 beurlaubt. Nachfolger wurde Jens Keller, mit dem Heldt schon beim VfB Stuttgart zusammengearbeitet hatte. Nach der Entlassung Stevens’ wurde Heldt in der Öffentlichkeit für die Nachfolgeentscheidung sowie für Spielerverpflichtungen wie Barnetta, Chinedu Obasi oder Ciprian Marica kritisiert.
Auf Keller folgte von Oktober 2014 bis Mai 2015 Roberto Di Matteo. Diesen beerbte von Juni 2015 an André Breitenreiter.
Nach Ende der Saison 2015/16 wurde Heldt von Christian Heidel abgelöst.

### Hannover 96
Am 5. März 2017 wurde Heldt Manager von Hannover 96. Er löste dort Martin Bader ab. Ende November 2017 führte Heldt Gespräche über einen möglichen Wechsel mit dem 1. FC Köln. Diese wurden jedoch abgebrochen, nachdem die Vereinsführung von Hannover 96 ihm keine Freigabe erteilt hatte. Im April 2018 scheiterte ein Wechsel zum VfL Wolfsburg, weil man keine Einigung über die Höhe der Ablösesumme hatte erzielen können.
In der Saison 2018/19 stand Hannover 96 nach dem 28. Spieltag abgeschlagen auf dem letzten Tabellenplatz. Daraufhin trennten sich der Verein und Heldt am 9. April 2019.

### 1. FC Köln
Am 19. November 2019 wurde Heldt neuer Sport-Geschäftsführer des Erstligisten 1. FC Köln. Er folgte auf Armin Veh und unterschrieb einen Vertrag mit einer Laufzeit bis zum 30. Juni 2021. Gleichzeitig wurde mit Markus Gisdol auch ein neuer Cheftrainer verpflichtet. Die abstiegsbedrohte Mannschaft konnte sich stabilisieren und die Saison 2019/20 auf dem 14. Platz abschließen.
Auch in der Saison 2020/21 befand sich der 1. FC Köln im Abstiegskampf. Nach dem 28. Spieltag wurde Gisdol von Heldt freigestellt und bis zum Saisonende durch Friedhelm Funkel ersetzt, als sich die Mannschaft auf dem 17. Platz befand. Unter Funkel erreichte man die Relegation, in der gegen Holstein Kiel die Klasse gehalten wurde. Einen Tag nach der erfolgreichen Relegation trennte sich der Verein von Heldt, da die Zusammenstellung des Kaders und die sportliche Entwicklung nicht zufriedenstellend gewesen seien. Zuvor hatte Heldt mit Steffen Baumgart schon einen neuen Cheftrainer ab der Saison 2021/22 verpflichtet.

### 1. FC Union Berlin
Zur Saison 2024/25 wechselte Heldt als Geschäftsführer Profifußball zum Bundesligisten 1. FC Union Berlin. Er folgte damit auf Oliver Ruhnert, der in seine frühere Position als Chefscout zurückkehrte. Als neuer Cheftrainer wurde in enger Abstimmung mit Heldt Bo Svensson verpflichtet. Die Unioner, die in der Vorsaison fast abgestiegen wären, starteten gut in die Saison und standen nach dem 7. Spieltag mit 14 Punkten auf dem 5. Platz. Darauf folgten allerdings acht sieglose Ligaspiele in Folge sowie ein Ausscheiden im DFB-Pokal gegen den Drittligisten Arminia Bielefeld. Die Mannschaft ging mit 17 Punkten aus 15 Spielen in die Winterpause, in der Svensson freigestellt wurde. Heldt verpflichtete daraufhin Steffen Baumgart, den er 2021 schon zum 1. FC Köln geholt hatte.